# Вибини
Ви́бини (латыш. Vībiņi) — населённый пункт в Южно-Курземском крае Латвии. Административный центр Эмбутской волости. Находится у автодороги P106 (Эзере — Эмбуте — Гробиня). По данным на 2017 год, в населённом пункте проживало 255 человек.

## История
В советское время населённый пункт входил в состав Эмбутского сельсовета Лиепайского района. В селе располагалась центральная усадьба совхоза «Эмбуте». 